# Lucio Bonelli
Lucio Bonelli es un director de fotografía argentino. Ha trabajado en películas del cine argentino como El fondo del mar (2003), Tiempo de valientes (2005), Los paranoicos (2008) y Fase 7 (2011), entre otras. En 2010 ganó el premio a la mejor fotografía por El último verano de La Boyita en el Festival Internacional de Cine de Cartagena.

## Filmografía
- granizo (2021)
- Edición ilimitada (2020)
- Planta permanente (2019)
- Alelí (2019)
- Magalí (2019)
- Enterrados (España) (2018)
- Re loca (2018)
- Cetáceos (2018)
- El candidato (2017)
- Nadie nos mira (2017)
- Fuga de la Patagonia (2016)
- No te olvides de mí (2015)
- Dos disparos (2014)
- Bachelor Games (2014)
- La utilidad de un revistero (2013)
- Séptimo (2013)
- Deshora (2013)
- La araña vampiro (2012)
- Todos tenemos un plan (2012)
- Maradona, médico de la selva (documental, 2012)
- El hombre de la bolsa (corto, 2010)
- Vaquero (2011)
- Another Silence (2011)
- Historias que so existem quando lembradas (2011)
- Un tren a Pampa Blanca (documental, 2011)
- Fase 7 (2011)
- El Cubo (corto, 2010)
- Posadas (corto, 2010)
- Deus Irae (2010)
- Pez elefante (2009)
- El último verano de La Boyita (2009)
- Música en espera (2009)
- El paseo (corto, 2009)
- Los paranoicos (2008)
- La ronda (2008)
- Historias extraordinarias (2008)
- Liverpool (2008)
- Una novia errante (2007)
- Las vidas posibles (2007)
- Guacho (corto, 2007)
- Kolonien (documental, 2006)
- Fantasma (2006)
- El cajón (2006)
- Río arriba (documental, 2006)
- Tiempo de valientes (2005)
- Un año sin amor (2005)
- Historias breves IV: Más que el mundo (corto, 2004)
- El fondo del mar (2003)
- Balnearios (documental, 2002)
- Ojalá corriera viento (corto, 2001)
- Me enamore (corto, 1997)
- La fosforera (corto, 1995)